# Marcus Franz (Politiker, 1972)

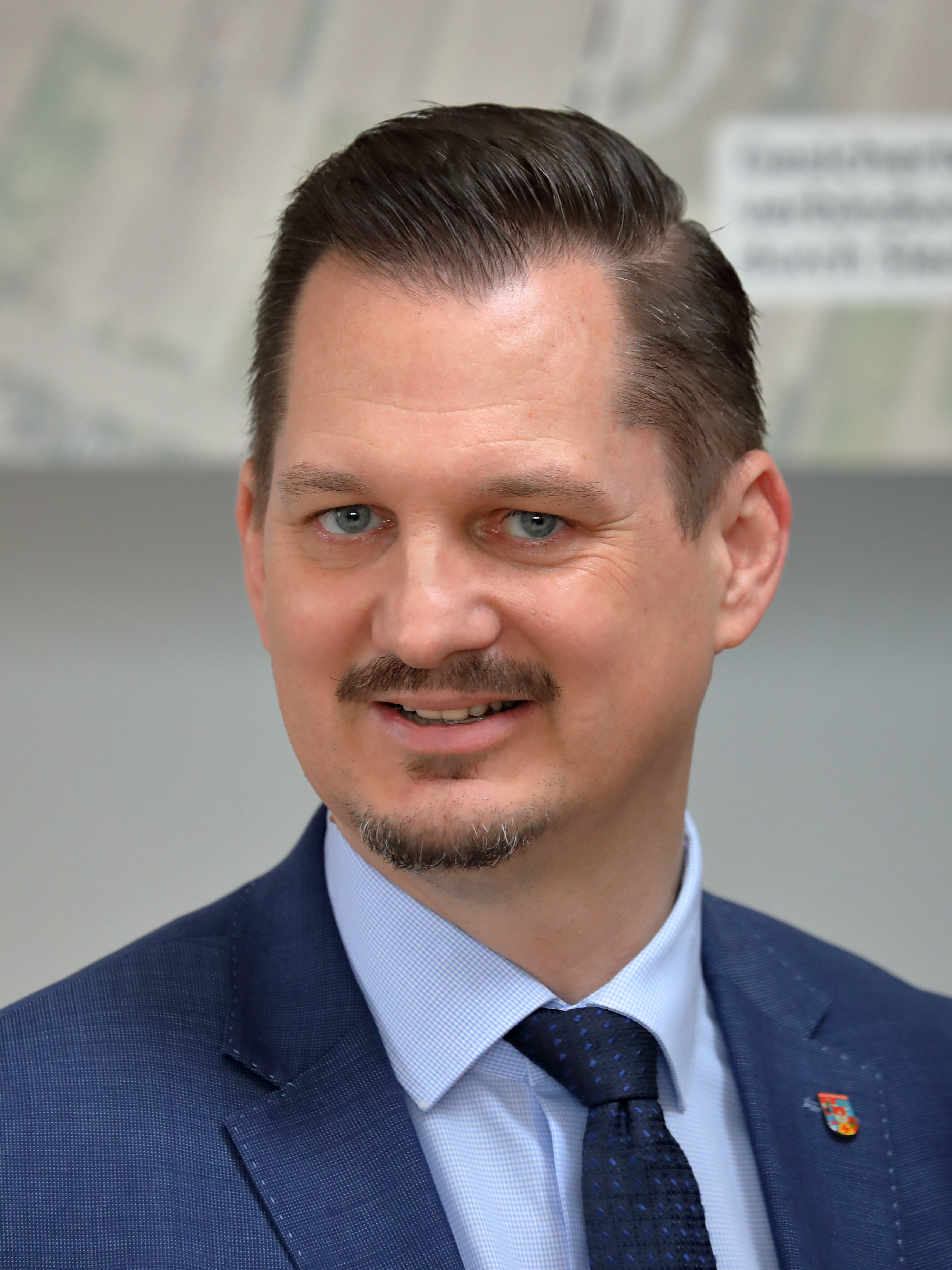
Marcus Franz (2020)

Marcus Franz (* 22. Dezember 1972 in Wien) ist ein österreichischer Politiker (SPÖ) und seit dem 27. September 2017 Bezirksvorsteher des 10. Wiener Gemeindebezirks Favoriten.

## Leben
Franz besuchte die Volksschule in der Selma-Lagerlöf-Gasse und anschließend das Bundesgymnasium und Bundesrealgymnasium Pichelmayergasse, ebenfalls in Wien-Favoriten. Danach absolvierte Marcus Franz bis 1995 eine Ausbildung zum Großhandelskaufmann bei der Firma Spiral-Reihs & Co. Daneben besuchte er die Berufsschule für Großhandel.

## Politische Laufbahn
Marcus Franz wurde 1995 Mitglied der SPÖ und arbeitete ab da als Kassier in der Sektion 33 mit. 2001 wurde er zum Sektionsvorsitzenden der Sektionen 31, 33 und 38 ernannt, daneben war er von 2001 bis 2017 Bezirksrat in Wien-Favoriten. 2009 übernahm er die Agenden als Bezirksgeschäftsführer der SPÖ Favoriten. Von 2013 bis 2017 war er gleichzeitig Klubobmann und Vorsitzender der Kulturkommission im Bezirksparlament. Seit 27. September 2017 ist er Bezirksvorsteher von Favoriten. Bei der Bezirksvertretungswahl in Wien 2020 erreichte Franz mit der SPÖ ein Wahl Plus von sieben Prozent und konnte somit seine Position als Bezirksvorsteher festigen.

## Privates
Marcus Franz ist ledig und hat einen Sohn.